# Pedra de Guaratiba
Pedra de Guaratiba è un quartiere (bairro) della Zona Ovest della città di Rio de Janeiro in Brasile.

## Amministrazione
Pedra de Guaratiba fu istituito come bairro a sé stante il 23 luglio 1981 come parte della Regione Amministrativa XXVI - Guaratiba del municipio di Rio de Janeiro.